# Белфастська угода
Белфастська угода або Страсноп'ятнична угода (англ. Good Friday Agreement, The Agreement, Belfast Agreement, або рідше Stormont Agreement, ірл. Comhaontú Aoine an Chéasta, Comhaontú Bhéal Féirste, Comhaontú Stormont) — мирна угода з метою припинення конфлікту в Північній Ірландії, укладена 10 квітня 1998 року між урядами Республіки Ірландії та Великої Британії, закріплена головними партіями Північної Ірландії.
Головними авторами 65-сторінкової угоди були католицький політик Джон Г'юм та протестантський політик Девід Трімбл. За внесок у підписання угоди обоє отримали Нобелівську премію миру 1998 року.

## Головні положення
- Північна Ірландія залишилася частиною Великої Британії, але в майбутньому населення краю матиме право більшістю голосів вирішити питання об'єднання острова.
- Політичні угруповання зобов'язалися використовувати лише мирні та демократичні способи діяльності.
- Виникли нові інституції Північної Ірландії та регіональної співпраці:

- 108-особова Асамблея Північної Ірландії
- Уряд з міністрами, яких призначають відповідно до кількісної частки їхніх партій у парламенті (за методом д'Ондта). Участь партій, пов'язаних із парамілітарними організаціями, залежатиме від того, чи ті організації дотримуються умов роззброєння та припинення вогню.
- Громадянський форум, до якого входять представники підприємців, профспілок та неурядових організацій, що виконують дорадчу роль у суспільних, економічних та культурних питаннях.
- Міністерська рада Північ-Південь, до якої входять члени урядів обох частин острова. Її метою є співпраця обох Ірландій в тих справах, що стосуються всього острова.
- Британсько-ірландська міжнародна конференція для сприяння співпраці Республіки Ірландії та Великої Британії.
- Британсько-ірландська рада, до складу якої входять представники уряду Ірландії та Великої Британії, а також її частин: Північної Ірландії, Шотландії та Уельсу разом із островами Мен, Джерсі та Ґернсі. Її метою є співпраця у справах, що стосуються всього регіону.
- Комісія з питань рівноправ'я та прав людини.

- Протягом двох років парамілітарні організації повинні були роззброїтися.
- Протягом двох років мали бути звільнені в'язні, пов'язані з парамілітарними угрупованнями, що склали зброю.
- У Північній Ірландії має бути впроваджено нове право в галузі прав людини та рівноправ'я громадян.
- Республіка Ірландія зобов'язалася до зміни тих положень Конституції, що стосуються територіальних претензій щодо Північної Ірландії, а Велика Британія — скасувати Акт про управління Ірландією[en] (Government of Ireland Act 1920).
- Місцеву поліцію буде реформовано: замість Королівської ольстерської поліції[en] (Royal Ulster Constabulary) з'явиться Поліцейська служба Північної Ірландії[en] (Police Service of Northern Ireland).

## Референдум
Угоду було розіслано всім сім'ям у Північній Ірландії, а 22 травня 1998 року відбулося голосування — як у Північній Ірландії, так і в Республіці. Результати голосування перевершили найсміливіші очікування. Угоду було прийнято абсолютною більшістю голосів в обох частинах острова. Такий результат пояснили втомою від тридцятирічного конфлікту.
|                     | За        | %    | Проти   | %    | Явка |
| Північна Ірландія   | 676.966   | 71,1 | 274.879 | 28,9 | 81 % |
| Республіка Ірландія | 1.442.583 | 94,4 | 85.748  | 5,6  | 56 % |

## Висновки
Белфастська угода не вирішила всіх проблем ані острова, ані регіону. Північна Ірландія досі є поділеною на дві протиставні громади, досі відбуваються марші оранжистів і трапляються акти терору (хоча й дуже рідко). Процес роззброєння є дуже затягнутим (особливо з боку ІРА), через що 2002 року британський уряд призупинив діяльність Асамблеї Північної Ірландії (діяльність відновилася після виборів 26 листопада 2003 року).
Попри реформу поліції, вона досі має низький рівень довіри серед католицького населення. Все ж угода дає шанс на стабілізацію ситуації на острові і цілковитий спокій у майбутньому.